# Chalo Chatu
Chalo Chatu е свободна англоезична онлайн енциклопедия за Замбия. Тя е създадена през 2016 г. от Джейсън Муликита, който се занимава с документалистика и теми, свързани със Замбия, и се опитва да съхрани историята и националния дух на страната. Сайтът обхваща исторически и текущи събития, забележителни обществени личности, компании, организации, уебсайтове, национални паметници и други забележителни ключови характеристики на Замбия. Използва свободния софтуер „МедияУики“, за да поддържа създадена от потребителите база данни с информация. Съдържанието на сайта е под лиценз „Криейтив Комънс“ (CC BY-SA 3.0), което означава, че е достъпно безплатно за обществеността, но не може да се използва за търговски цели и не трябва да се променя от хора, които не са част от общността на сайта.